# Symphonie no 2 de Berwald
Sinfonie capricieuse
Pour les articles homonymes, voir Symphonie no 2.
La Symphonie no 2 en ré majeur, sous-titrée Sinfonie capricieuse, est la seconde des quatre symphonies du compositeur suédois Franz Berwald.
Composée en 1842, la même année que sa première symphonie, la partition d'orchestre a été perdue après le décès du musicien et seule a persisté une version simplifiée de l'œuvre, datée du 18 juin 1842 et annotée de deux sous-titres : « symphonie capricieuse » et « symphonie pathétique ». C'est Ernst Ellberg qui refit l'orchestration pour créer la symphonie le 9 janvier 1914. Il s'agit donc de la création la plus tardive pour une symphonie de Berwald. Une nouvelle orchestration a été faite en 1970 par Nils Castegren, considérée depuis comme la partition de référence.

## Mouvement
La symphonie comporte seulement trois mouvements et son exécution demande environ un peu moins d'une demi-heure:
1. Allegro
2. Andante
3. Finale: Allegro assai

## Orchestration
| Instrumentation de la Symphonie no 2                                          |
| Bois                                                                          |
| 2 flûtes, 2 hautbois, 2 clarinettes, 2 bassons                                |
| Cuivres                                                                       |
| 4 cors, 2 trompettes, 3 trombones (1 ténor, 2 basses)                         |
| Percussions                                                                   |
| timbales                                                                      |
| Cordes                                                                        |
| premiers violons, seconds violons, altos, violoncelles, contrebasses 2 harpes |